# Raue – Der Restaurantretter
Raue – Der Restaurantretter mit Tim und Katharina Raue ist eine Doku-Soap von 2023. Es ist ein Reboot der Serie Rach, der Restauranttester mit Christian Rach, einer Doku-Soap des Fernsehsenders RTL, die von 2005 bis 2013 und 2017 ausgestrahlt wurde. 2014 und 2015 wurde sie unter dem Namen Der Restauranttester mit Steffen Henssler ausgestrahlt. Die Sendung ist eine Adaption des englischen Formats Ramsay’s Kitchen Nightmares.

## Handlung
Das Konzept der Sendung folgt weitgehend dem des britischen Vorbilds: Der Protagonist, ein erfolgreicher Koch, besucht pro Folge ein Restaurant, das Probleme hat. Seine Aufgabe ist es, das Lokal zu retten. Dazu prüft er dessen Küche, Service und Geschäftsführung und konfrontiert die Betreiber anschließend mit seiner meist drastisch formulierten Analyse. Je nach Einzelfall werden dann Strategien vorgeschlagen oder gemeinsam erarbeitet, um das bisherige Konzept zu verbessern oder durch ein neues zu ersetzen. Der übliche Zeitrahmen ist eine Woche, die manchmal sieben Tage dauert, manchmal bereits am 5. Tag endet, vereinzelt aber auch wegen grundlegender Umbauarbeiten auf teils mehrere Monate gestreckt wird. Nach einigen Wochen wird das Lokal abermals besucht, um die Nachhaltigkeit und den Erfolg der durchgeführten Maßnahmen zu überprüfen. Außerdem werden einige Betriebe in späteren Staffeln nach einem deutlich längeren Zeitraum wiederbesucht.

## Rach, der Restauranttester

Altes Logo bis 2013

Die Pilotfolge wurde am 11. September 2005 ausgestrahlt, Ende 2006 begann die Serie regulär.
Die Sendung konnte starke Quoten vorweisen. Mit Beginn der dritten Staffel im Herbst 2008 wurde die Sendung vom ursprünglichen Sonntagabend-Sendeplatz auf Montagabend verlegt und wird seitdem im Breitbildformat 16:9 ausgestrahlt. Bis 2012 konnten von 50 besuchten Restaurants 27 gerettet werden. Nach dem Wechsel Rachs zum ZDF wurde die Sendung unter dem neuen Titel Der Restauranttester am 24. Februar 2014 mit Steffen Henssler fortgesetzt.
2017 wurde die Serie mit Christian Rach fortgesetzt, wobei fünf weitere Folgen entstanden. Weitere neue Folgen sind derzeit aber nicht mehr geplant.
Es gab bisher, anders als in der britischen „Mutterserie“, keine konkreten Vorwürfe über ohne Wissen der betroffenen Gaststätten inszenierte Begebenheiten. Dem Charakter des Genres und der Dramaturgie entsprechend werden Szenen jedoch bewusst ausgewählt und Zusammenhänge bisweilen ausgelassen. Angaben einzelner Wirte zufolge waren vermeintliche Schwierigkeiten in Einzelfällen konstruiert bzw. übertrieben, so zum Beispiel im Fall eines Hotels in Baden-Württemberg.

### Staffel 1
| Nr. ges. | Nr. | Erstausstrahlung   | Restaurant       | Ort            | Weitere Entwicklung                                                                       |
| -------- | --- | ------------------ | ---------------- | -------------- | ----------------------------------------------------------------------------------------- |
| 01       | 01  | 11. September 2005 | Wöllenhaus       | Mettmann       | Geschlossen                                                                               |
| 02       | 01  | 10. Dezember 2006  | Porky & Beer     | Essen          | Umbenannt während der Sendung in American Essen; Insolvenz im Jahr 2010; Betreiberwechsel |
| 03       | 02  | 17. Dezember 2006  | Cooks            | Borgholzhausen | Betreiberwechsel                                                                          |
| 04       | 03  | 7. Januar 2007     | König Albert Bad | Löbau          | Die Besitzerin hatte das Restaurant von ihrem Vater übernommen.                           |
| 05       | 04  | 14. Januar 2007    | Gasthof Ochsen   | Tamm           | Betreiber Gerd Baier kritisierte in einem offenen Brief die Sendung                       |
| 06       | 05  | 21. Januar 2007    | Conmux           | Berlin         |                                                                                           |
| 07       | 06  | 28. Januar 2007    | Ars Vivendi      | Dresden        | Umbenannt im Rahmen der Sendung in Petit Frank. Der Betreiber sieht sich zufrieden.       |

### Staffel 2
| Nr. ges. | Nr. | Erstausstrahlung   | Restaurant                                             | Ort                                                    | Weitere Entwicklung |
| -------- | --- | ------------------ | ------------------------------------------------------ | ------------------------------------------------------ | --- |
| 08       | 01  | 2. September 2007  | Zur Laterne                                            | Nierendorf                                             | Geschlossen |
| 09       | 02  | 9. September 2007  | Zur Waldschenke                                        | Zahna                                                  | Aufgrund einer schweren Erkrankung kam es zum Betreiberwechsel im Jahr 2009; seit 2010 geschlossen.                           |
| 10       | 03  | 16. September 2007 | Mühlenhof                                              | Büsum                                                  | Betreiberwechsel |
| 11       | 04  | 23. September 2007 | Parkhotel                                              | Villingen-Schwenningen                                 | Betreiberwechsel wegen Umzug 2011                                                                                             |
| 12       | 05  | 30. September 2007 | Cantina Tapas Bar                                      | Halle                                                  | Seit 2008 geschlossen. Betreiberwechsel mit deutscher Küche.                                                                  |
| 13       | 06  | 7. Oktober 2007    | Brauerei zum Stadtpark                                 | Hockenheim                                             | Betreiberwechsel nach Insolvenz 2011; eröffnete mit Rachs Hilfe eine Brauerei                                                 |
| 14       | 07  | 14. Oktober 2007   | Blaue Ente                                             | Berlin                                                 | Betreiberwechsel im Oktober 2012. Die Betreiber Eschweiler haben ihr Restaurant nördlich von Berlin in Badingen neu eröffnet. |
| 15       | 08  | 28. Oktober 2007   | Erneuter Besuch der Restaurants aus der ersten Staffel | Erneuter Besuch der Restaurants aus der ersten Staffel | Erneuter Besuch der Restaurants aus der ersten Staffel                                                                        |

### Staffel 3
| Nr. ges. | Nr. | Erstausstrahlung   | Restaurant                                              | Ort                                                     | Weitere Entwicklung                                                                         |
| -------- | --- | ------------------ | ------------------------------------------------------- | ------------------------------------------------------- | ------------------------------------------------------------------------------------------- |
| 16       | 01  | 1. September 2008  | Bärenhaus                                               | Cala Rajada (Spanien)                                   | Geschlossen                                                                                 |
| 17       | 02  | 8. September 2008  | Weserlust                                               | Brake                                                   | Betreiberwechsel nach Insolvenz 2010                                                        |
| 18       | 03  | 15. September 2008 | Schnitzelkaiser                                         | Knetzgau                                                | Schließung kurz nach Abschluss der Dreharbeiten                                             |
| 19       | 04  | 22. September 2008 | Dringshof                                               | Müllenbach                                              | Betreiberwechsel                                                                            |
| 20       | 05  | 29. September 2008 | Eis-Heidi                                               | Güstrow                                                 | Umbenannt im Rahmen der Sendung in Markt 7                                                  |
| 21       | 06  | 6. Oktober 2008    | Paulusblick                                             | Worms                                                   | Geschlossen                                                                                 |
| 22       | 07  | 5. Januar 2009     | Zum Schober                                             | Augsburg                                                | Wurde 2015 wegen Krankheit aufgegeben, seitdem unter neuer Führung.                         |
| 23       | 08  | 12. Januar 2009    | Paulaner-Scheune                                        | Nordhausen                                              | Die Betreiber hatten beruflich keine gastronomischen Vorkenntnisse. Inzwischen geschlossen. |
| 24       | 09  | 2. Februar 2009    | Zum alten Kloster                                       | Gelsenkirchen                                           | Betreiberwechsel kurz nach Abschluss der Dreharbeiten                                       |
| 25       | 10  | 9. Februar 2009    | Versunkene Glocke                                       | Wandlitz                                                | Geschlossen                                                                                 |
| 26       | 11  | 16. Februar 2009   | Obstgarten                                              | Dresden                                                 | Geschlossen. Der Betreiber gab 2013 überschuldet auf.                                       |
| 27       | 12  | 23. Februar 2009   | Entenjakob                                              | Brühl                                                   | Geschlossen im Frühjahr 2014                                                                |
| 28       | 13  | 16. März 2009      | Erneuter Besuch der Restaurants aus der zweiten Staffel | Erneuter Besuch der Restaurants aus der zweiten Staffel | Erneuter Besuch der Restaurants aus der zweiten Staffel                                     |

### Staffel 4
| Nr. ges. | Nr. | Erstausstrahlung   | Restaurant                                              | Ort                                                     | Weitere Entwicklung |
| -------- | --- | ------------------ | ------------------------------------------------------- | ------------------------------------------------------- | --- |
| 29       | 01  | 14. September 2009 | El Italiano                                             | Torrevieja (Spanien)                                    | |
| 30       | 02  | 21. September 2009 | Alte Schiffsgalerie                                     | Kappeln                                                 | Seit 2011 geschlossen, abgebrannt in der Nacht zum 27. Juli 2020                                                                                   |
| 31       | 03  | 28. September 2009 | Wiesengrund                                             | Immendingen                                             | Geschlossen nach Insolvenz |
| 32       | 04  | 5. Oktober 2009    | Inselperle                                              | Fischen im Allgäu                                       | Geschlossen und anschließender Abriss (2013) |
| 33       | 05  | 12. Oktober 2009   | Kölsche Botschaft                                       | Falkensee                                               | Umbenannt im Rahmen der Sendung in Kreisbar; später Betreiberwechsel                                                                               |
| 34       | 06  | 11. Januar 2010    | Zum Tiroler                                             | Herzogenaurach                                          | Ende 2015 geschlossen/Abriss des Gebäudes. |
| 35       | 07  | 18. Januar 2010    | Altes Brauhaus                                          | Marburg                                                 | Geschlossen nach Insolvenz; neuer Betreiber |
| 36       | 08  | 25. Januar 2010    | Kegelzentrum                                            | Augsburg                                                | Betreiberwechsel im August 2015 |
| 37       | 09  | 1. Februar 2010    | Hexenhäuschen                                           | Lengerich                                               | Geschäftsaufgabe Oktober 2017. Neuer Betreiber |
| 38       | 10  | 8. Februar 2010    | Café Tabac                                              | Hannover                                                | Geschlossen |
| 39       | 11  | 15. Februar 2010   | Maroush                                                 | Recklinghausen                                          | Geschlossen |
| 40       | 12  | 22. Februar 2010   | Erneuter Besuch von Restaurants aus der dritten Staffel | Erneuter Besuch von Restaurants aus der dritten Staffel | Erneuter Besuch von Restaurants aus der dritten Staffel                                                                                            |
| 41       | 13  | 1. März 2010       | Ludwig’s                                                | Kiefersfelden                                           | Betreiberwechsel nach Geschäftsaufgabe 2010. Mittlerweile geschlossen und unter dem Namen „Feelgood Rockstation“ mit neuem Konzept wiedereröffnet. |

### Staffel 5
| Nr. ges. | Nr. | Erstausstrahlung | Restaurant                                              | Ort                                                     | Weitere Entwicklung |
| -------- | --- | ---------------- | ------------------------------------------------------- | ------------------------------------------------------- | --- |
| 42       | 01  | 10. Januar 2011  | La Petite France                                        | Freising                                                | Geschlossen. Bis zum empfohlenen Umzug in die Innenstadt wirtschaftliche Verbesserung, 2015 aber Verluste.                       |
| 43       | 02  | 17. Januar 2011  | Fellini al teatro                                       | Ludwigshafen                                            | An gleicher Stelle existiert ein neuer, offenbar größerer Betrieb.                                                               |
| 44       | 03  | 24. Januar 2011  | Weinstube Dietz                                         | Mindelheim                                              | Geschlossen nach Insolvenz |
| 45       | 04  | 31. Januar 2011  | Flic Flac                                               | Mannheim                                                | Restaurant war weniger als zwei Monate nach den Dreharbeiten insolvent. Anschließend Betreiberwechsel. Mittlerweile geschlossen. |
| 46       | 05  | 14. Februar 2011 | Zum Laternchen                                          | Mainz                                                   | Geschlossen, Betreiber ist im Januar 2015 verstorben.                                                                            |
| 47       | 06  | 28. Februar 2011 | Esserhof                                                | Erftstadt                                               | Geschlossen |
| 48       | 07  | 14. März 2011    | Zum weißen Stein                                        | Wismar                                                  | Geschlossen |
| 49       | 08  | 21. März 2011    | Erneuter Besuch von Restaurants aus der vierten Staffel | Erneuter Besuch von Restaurants aus der vierten Staffel | Erneuter Besuch von Restaurants aus der vierten Staffel                                                                          |

### Staffel 6
| Nr. ges. | Nr. | Erstausstrahlung | Restaurant                                              | Ort                                                     | Weitere Entwicklung                                                                                   |
| -------- | --- | ---------------- | ------------------------------------------------------- | ------------------------------------------------------- | --- |
| 50       | 01  | 2. Januar 2012   | Reiterstüble                                            | Sindelfingen                                            | Geschlossen im September 2012                                                                         |
| 51       | 02  | 9. Januar 2012   | Britannia Inn                                           | Bad Berleburg                                           | Nach dem Tod des Betreibers 2015 geschlossen; Immobilie wird seither nicht mehr gastronomisch genutzt |
| 52       | 03  | 16. Januar 2012  | Donna Anna                                              | Bosen                                                   | Geschlossen                                                                                           |
| 53       | 04  | 23. Januar 2012  | Wunderbar                                               | Cottbus                                                 | |
| 54       | 05  | 30. Januar 2012  | Mäx                                                     | Wien (Österreich)                                       | Neues Konzept und Umbenennung in B-Mäx, inzwischen geschlossen                                        |
| 55       | 06  | 6. Februar 2012  | Zapperlott                                              | Korschenbroich                                          | Geschlossen                                                                                           |
| 56       | 07  | 13. Februar 2012 | Phil-Ing                                                | Bingen                                                  | Geschlossen                                                                                           |
| 57       | 08  | 20. Februar 2012 | Erneuter Besuch von Restaurants aus der fünften Staffel | Erneuter Besuch von Restaurants aus der fünften Staffel | Erneuter Besuch von Restaurants aus der fünften Staffel                                               |

### Staffel 7
| Nr. ges. | Nr. | Erstausstrahlung | Restaurant                                                | Ort                                                       | Weitere Entwicklung |
| -------- | --- | ---------------- | --------------------------------------------------------- | --------------------------------------------------------- | --- |
| 58       | 01  | 7. Januar 2013   | Zur Alten Scheune                                         | Bennstedt                                                 | Der Pachtvertrag wurde um zehn Jahre verlängert, so Rach 2016.                                                                                            |
| 59       | 02  | 14. Januar 2013  | Der Heidjer                                               | Wesendorf                                                 | Geschlossen |
| 60       | 03  | 21. Januar 2013  | Restaurant Am Zoo                                         | Neunkirchen                                               | Betreiberwechsel |
| 61       | 04  | 28. Januar 2013  | Heimatstuben Schellerhau                                  | Schellerhau                                               | Der Betreiber war mit 21 Jahren sehr jung. Umbenannt im Rahmen der Sendung in Jägerstube. Der Betreiber gab 2015 auf.                                     |
| 62       | 05  | 11. Februar 2013 | Tortes Inn                                                | Dransfeld                                                 | Umbenannt im Rahmen der Sendung in Franks Piraterie. Am 23. Dezember 2012 durch eine Gasflaschenexplosion zerstört, kurz vor Ausstrahlung wiedereröffnet. |
| 63       | 06  | 18. Februar 2013 | Zur Pfeffermühle                                          | Stadtallendorf                                            | Abgedreht Ende August/Anfang September 2012, im November 2012 wurde ein zweites Mal für einen späteren Sendetermin gedreht; inzwischen geschlossen.       |
| 64       | 07  | 25. Februar 2013 | Da Franco                                                 | Bielefeld                                                 | 2015 geschlossen |
| 65       | 08  | 4. März 2013     | Erneuter Besuch von Restaurants aus der sechsten Staffel. | Erneuter Besuch von Restaurants aus der sechsten Staffel. | Erneuter Besuch von Restaurants aus der sechsten Staffel.                                                                                                 |

### Staffel 8
| Nr. ges. | Nr. | Erstausstrahlung | Restaurant      | Ort       | Weitere Entwicklung |
| -------- | --- | ---------------- | --------------- | --------- | --- |
| 66       | 01  | 13. März 2017    | China King      | Hamburg   | Geschlossen. |
| 67       | 02  | 20. März 2017    | Wiener Café     | Krefeld   | Im Rahmen der Sendung umbenannt in Tortenboss. |
| 68       | 03  | 27. März 2017    | Pizzastübchen   | Osnabrück | Im Rahmen der Sendung umbenannt in PizzAmici. Insolvenz im Mai 2019, im August 2019 übernahm der bisherige Restaurantleiter als neuer Eigentümer. Seit 31. August 2021 geschlossen. |
| 69       | 04  | 3. April 2017    | Terzo Mondo     | Berlin    | |
| 70       | 05  | 10. April 2017   | Café Temptation | Wiesbaden | Im Rahmen der Sendung umbenannt in Panajiota – Dein Esszimmer. Geschlossen. |

## Der Restauranttester

### Staffel 1
| Nr. ges. | Nr. | Erstausstrahlung | Restaurant | Ort       | Weitere Entwicklung           |
| -------- | --- | ---------------- | ---------- | --------- | ----------------------------- |
| 01       | 01  | 24. Februar 2014 | Piccolino  | Remscheid | Seit Februar 2015 geschlossen |
| 02       | 02  | 3. März 2014     | O Farol    | Gießen    | Seit Februar 2016 geschlossen |

### Staffel 2
| Nr. ges. | Nr. | Erstausstrahlung   | Restaurant        | Ort                    | Weitere Entwicklung                     |
| -------- | --- | ------------------ | ----------------- | ---------------------- | --------------------------------------- |
| 03       | 01  | 8. September 2014  | Burgscheune       | Storkow                |                                         |
| 04       | 02  | 15. September 2014 | El Momento        | Cala Figuera (Spanien) |                                         |
| 05       | 03  | 22. September 2014 | Blockhaus im Harz | Herzberg am Harz       |                                         |
| 06       | 04  | 29. September 2014 | Café Cocoo        | Rostock                | Betreiberwechsel nach Geschäftsaufgabe. |
| 07       | 05  | 6. Oktober 2014    | Kaiser’s          | Ludwigsburg            | Geschlossen                             |

### Staffel 3
| Nr. ges. | Nr. | Erstausstrahlung | Restaurant      | Ort        | Weitere Entwicklung |
| -------- | --- | ---------------- | --------------- | ---------- | --- |
| 08       | 01  | 11. Mai 2015     | Midi            | Mainz      | |
| 09       | 02  | 15. Juni 2015    | Glathe’s Grill  | Lübeck     | Umbenannt im Rahmen der Sendung in Agatas Grill. Die Betreiberin gibt die Geschäftsaufgabe im Juni 2018 auf ihrer Facebookseite bekannt. |
| 10       | 03  | 22. Juni 2015    | Zum Rabenkeller | Memmingen  | Umbenannt im Rahmen der Sendung in Memminger Mau Stuben. Inzwischen geschlossen.                                                         |
| 11       | 04  | 29. Juni 2015    | Alt Wassenberg  | Wassenberg | |
| 12       | 05  | 6. Juli 2015     | Roland Eck      | Köln       | |

## Raue – Der Restaurantretter
Zwischen April 2023 und August 2024 wurden acht Folgen in zwei Staffeln mit Tim Raue und seiner Ehefrau Katharina Raue ausgestrahlt. Tim Raue konzentriert sich als Koch um die Küche und die Küchenbrigade, Katharina Raue als Marketing- und Interiorexpertin um den Gastraum und die Vermarktung.
Die Erstausstrahlungen der Staffel 2 erfolgten auf dem Streamingportal RTL+ und eine Woche später im linearen Fernsehen bei RTL.

### Staffel 1
| Nr. ges. | Nr. | Erstausstrahlung | Restaurant        | Ort       | Weitere Entwicklung                                                                                     |
| -------- | --- | ---------------- | ----------------- | --------- | --- |
| 01       | 01  | 11. April 2023   | Stadiongaststätte | Hülben    | Umbenannt im Rahmen der Sendung in Ed auf der Alb. Seit März 2024 geschlossen                           |
| 02       | 02  | 18. April 2023   | Genussküche       | Vallendar | Umbenannt im Rahmen der Sendung in Schwesterlein. Seit April 2023 kurz vor der Ausstrahlung geschlossen |
| 03       | 03  | 25. April 2023   | Brikz             | Berlin    | |

### Staffel 2
| Nr. ges. | Nr. | Erstausstrahlung | Restaurant             | Ort         | Weitere Entwicklung                                                                      |
| -------- | --- | ---------------- | ---------------------- | ----------- | ---------------------------------------------------------------------------------------- |
| 04       | 01  | 9. Juli 2024     | Hollwigger Bistrorant  | Köln        |                                                                                          |
| 05       | 02  | 16. Juli 2024    | Chéz Emil              | Berlin      | Im September 2024 an einen anderen Standort innerhalb Berlins umgezogen                  |
| 06       | 03  | 23. Juli 2024    | To Steki               | Saarbrücken |                                                                                          |
| 07       | 04  | 30. Juli 2024    | Gaststätte Fortschritt | Rathenow    | Umbenannt im Rahmen der Sendung in WILDgaststätte Fortschritt. Mittlerweile geschlossen. |
| 08       | 05  | 6. August 2024   | Villa Meßmer           | Alzenau     |                                                                                          |

## Auszeichnungen
- Ernst-Schneider-Preis 2009 in der Kategorie Wirtschaft in der Unterhaltung[41]
- Bayerischer Fernsehpreis 2009
- Goldene Kamera 2010 (Hörzu Leserwahl) als „Beste Coaching-Sendung“
- Nominierung für den Deutschen Fernsehpreis 2007 in der Kategorie Bester TV Coach
- Deutscher Fernsehpreis 2010 in der Kategorie Bestes Dokutainment

## DVD-Veröffentlichung
Seit dem 27. Januar 2012 sind die ersten zwei Staffeln auch auf DVD erhältlich.

## Kritik
Die Bildzeitung kritisierte 2016 die letztlich geringe Erfolgsquote. Rach erwiderte, dass er stets auf die Risiken hingewiesen habe. Mehrere Wirte der gezeigten Restaurants kritisierten im Nachhinein das Verhalten von Rach und RTL, etwa, dass anstelle des Restaurants Privatsachen wie Ehe-Probleme der Betreiber in den Fokus gerückt wurden oder, dass Rach zu kleine Portionen kritisierte, obwohl diese extra für ihn zum Probieren so angerichtet wurden. Ein weiterer Restaurant-Betreiber veröffentlichte auf seiner Homepage einen offenen Brief an Herrn Rach, in dem er die einseitig negative Darstellung von sich und seiner Frau in der Sendung kritisierte.